# Högholmarna, Karleby
Högholmarna är en ö i Finland. Den ligger i Bottenviken och i kommunerna Karleby och Larsmo i landskapen Mellersta Österbotten och Österbotten, i den nordvästra delen av landet. Ön ligger omkring 13 kilometer väster om Karleby och omkring 420 kilometer norr om Helsingfors.
Öns area är 1,4 hektar och dess största längd är 190 meter i nord-sydlig riktning. Högholmarna ligger i Vargholmsfjärden. Kommungränsen mellan Karleby och Larsmo går genom ön.